# David Lindner
David Lindner (* 12. August 1604 in Chemnitz; † 23. Januar 1644 in Leipzig) war ein deutscher Rechtswissenschaftler.

## Leben
Der Sohn eines Bürgers und Kaufmannes immatrikulierte sich im Sommersemester 1614 an der Universität Leipzig und am 28. Juni 1619 an der Universität Wittenberg. Er kehrte nach Leipzig zurück und erwarb am 6. August 1625 den niedrigsten akademischen Grad eines Baccalaureus der Philosophie. Nach einer Studienreise durch Frankreich und die Schweiz, wobei er sich an der Universität Straßburg länger aufhielt, kehrte er nach Leipzig zurück. Hier wurde er am 23. Januar 1634 Lizentiat der Rechtswissenschaften und wurde am 4. Juni 1635 zum Doktor der Rechte promoviert.
1639 wurde er Syndikus der Universität. Er übernahm 1641 mit dem Titel de verborum significatione die Professur der Digesten, wurde 1639 Advokat am Leipziger Konsistorium, 1640 Assessor der juristischen Fakultät und 1642 Assessor des Leipziger Oberhofgerichts. Zudem hatte sich Lindner auch an den organisatorischen Aufgaben der Leipziger Hochschule beteiligt und war im Wintersemester 1641 Prorektor der Alma Mater.
David Lindner starb nach zweijähriger Krankheit am 23. Januar 1644 in Leipzig. Er wurde am 26. Januar in der Leipziger Paulinerkirche begraben.
Seine am 2. September 1634 in Leipzig mit Elisabeth (* 7. Juli 1619 in Leipzig; † 10. September 1650 ebenda, begr. 15. September in Paulinerkirche), Tochter des Leipziger Medizinprofessors Johann Jacob Reiter und dessen Frau Dorothea Leyser, Tochter von Polycarp Leyser d. Ä., geschlossene Ehe blieb kinderlos.

## Werke
- Disputatio De Fructibus Et Eorum Acquisitione. Leipzig 1625
- Explanatio substandialium natural. Et accidental. Omn. Eor. Negotior. Quae in arte juris ... consideranda veniunt. 1633, 1638, 1639
- Disputatio Iuridica De Mandato. Leipzig 1637
- Conclusiones Iuridicae De Casibus Fortuitis In Genere. Leipzig 1638
- Conclusiones Iuridicae De Casuum Fortuitorum Periculo, Ratione Dominii, ac Possessionis, Ut & Quatenus Possessor Fructus Restituere Necesse Habeat? Leipzig, 1639
- Conciliationum Legum Civilium Liber Primus : In Quo Materia Iuris Utilissima, Inque Scholis, Et Foro Frequentissima, Ac Omnium Difficilima. De Rei Debitae Interitu, Eiusque Praestatione, Atque Ineunda Aestimatione Pertractatur. Magdeburg, 1641